# Matching Mole's Little Red Record
Matching Mole's Little Red Record es el segundo y último álbum de la banda Matching Mole.

## Lista de canciones
1. "Starting in the Middle of the Day We Can Drink Our Politics away" (MacRae/Wyatt) – 2:31
2. "Marchides" (MacRae) – 8:25
3. "Nan True's Hole" (Miller/Wyatt) – 3:37
4. "Righteous Rhumba" (aka "Lything and Gracing") (Miller/Wyatt) – 2:50
5. "Brandy as in Benji" (MacRae) – 4:24
6. "Gloria Gloom" (MacCormick/Wyatt) – 8:05
7. "God Song" (Miller/Wyatt) – 2:59
8. "Flora Fidgit" (MacCormick) – 3:27
9. "Smoke Signal" (MacRae) – 6:38